# 55-та церемонія «Греммі»
55-та щорічна музична нагорода Греммі відбулась 10 лютого 2013 року. Номінанти були оголошені 6 грудня 2012 в прямому телеефірі.
Фаворитами стали Ден Ауербах, альтернативники «Fun», фолк-рокери «Mumford & Sons», R&B-виконавець Френк Оушен, репери Каньє Вест і Jay-Z — кожен отримав 6 номінацій.
У число тих, хто отримав кілька номінацій, також потрапили рок-група «The Black Keys», джазовий музикант Чик Коріа і співак Мігель.
У головну номінацію «Запис року» потрапили:
| Пісня                                   | Виконавець            |
| --------------------------------------- | --------------------- |
| Somebody That I Used To Know            | Готьє feat. Кімбра    |
| Lonely Boy                              | The Black Keys        |
| Stronger (What Doesn't Kill You)        | Келлі Кларксон        |
| We Are Young                            | Fun feat. Жанель Моне |
| Thinkin Bout You                        | Френк Оушен           |
| We Are Never Ever Getting Back Together | Тейлор Свіфт          |

| Пісня          | Виконавець     |
| -------------- | -------------- |
| Babel          | Mumford & Sons |
| El Camino      | The Black Keys |
| Some Nights    | Fun            |
| Channel Orange | Френк Оушен    |
| Blunderbuss    | Джек Вайт      |

| Пісня                            | Виконавець            |
| -------------------------------- | --------------------- |
| We Are Young                     | Fun feat. Жанель Моне |
| The A Team                       | Ед Ширан              |
| Adorn                            | Мігель                |
| Call Me Maybe                    | Карлі Рей Джепсен     |
| Stronger (What Doesn't Kill You) | Келлі Кларксон        |

| Виконавець                    |
| ----------------------------- |
| альтернативний рок-гурт «Fun» |
| рок-гурт «Alabama Shakes»     |
| кантрі-співак Хантер Хейс     |
| фолкгурт «The Lumineers»      |
| R&B-виконавець Френк Оушен    |

| Категорія                                                     | Переможець                                                                        | Виконавець |
| ------------------------------------------------------------- | --------------------------------------------------------------------------------- | --- |
| Найкраще виконання поп-співачки                               | Set Fire to the Rain (Live)                                                       | Адель |
| Найкраще вокальне поп виконання дуетом або групою             | Somebody That I Used To Know                                                      | Готьє feat. Кімбра |
| Найкращий вокальний поп-альбом                                | Stronger                                                                          | Келлі Кларксон |
| Найкращий інструментальний поп-альбом                         | Impressions                                                                       | Кріс Ботті |
| Найкращий вокальний альбом у стилі традиційного попу          | Kisses on the Bottom                                                              | Пол Маккартні |
| Найкращий електронний/танцювальний альбом                     | Bangarang                                                                         | Skrillex |
| Найкращий танцювальний запис                                  | Bangarang                                                                         | Skrillex & Sirah |
| Найкращий рок-альбом                                          | El Camino                                                                         | The Black Keys |
| Найкраща рок-пісня                                            | Lonely Boy                                                                        | The Black Keys |
| Найкраще рок виконання                                        | Lonely Boy                                                                        | The Black Keys |
| Найкраще хард-рок/метал виконання                             | Love Bites (So Do I)                                                              | Halestorm |
| Найкращий альтернативний альбом                               | Making Mirrors                                                                    | Готьє |
| Найкраще R&B виконання                                        | Climax                                                                            | Ашер |
| Найкраще виконання традиційного R&B                           | Love on Top                                                                       | Бейонсе |
| Найкращий R&B альбом                                          | Black Radio                                                                       | Robert Glasper Experiment |
| Найкращий урбан/сучасний альбом                               | Channel Orange                                                                    | Френк Оушен |
| Найкраща R&B пісня                                            | Adorn                                                                             | Мігель Піментель |
| Найкращий реп альбом                                          | Take Care                                                                         | Дрейк |
| Найкраща реп пісня                                            | Niggas in Paris                                                                   | Jay-Z & Каньє Вест |
| Найкраще виконання репу                                       | Niggas in Paris                                                                   | Jay-Z & Каньє Вест |
| Найкраще спільне виконання репу/співу                         | No Church in the Wild                                                             | Jay-Z & Каньє Вест feat. Френк Оушен & The-Dream |
| Найкраще сольне кантрі виконання                              | Blown Away                                                                        | Керрі Андервуд |
| Найкраще виконання кантрі-дуетом або групою                   | Pontoon                                                                           | Little Big Town |
| Найкращий кантрі альбом                                       | Uncaged                                                                           | Zac Brown Band |
| Найкраща кантрі пісня                                         | Blown Away                                                                        | Керрі Андервуд |
| Найкращий джазовий вокальний альбом                           | Radio Music Society                                                               | Есперанса Спалдінг |
| Найкращий інструментальний джазовий альбом                    | Unity Band                                                                        | Пат Метені |
| Найкращий великий альбом джазового ансамблю                   | Dear Diz (Every Day I Think of You)                                               | Артуро Сандоваль |
| Найкращий альбом латинського джазу                            | ¡Ritmo                                                                            | The Clare Fischer Latin Jazz Big Band |
| Найкраще імпровізоване джазове соло                           | Hot House                                                                         | Гері Бертон & Чик Коріа |
| Найкращий нью-ейдж альбом                                     | Echoes of Love                                                                    | Омар Акрам |
| Найкраще сучасне госпел виконання християнської музики        | 10,000 Reasons (Bless the Lord)                                                   | Метт Редмен |
| Найкраща госпел пісня                                         | Go Get It                                                                         | Mary Mary |
| Найкраща сучасна пісня християнської музики                   | 10,000 Reasons (Bless the Lord) та Your Presence Is Heaven                        | Метт Редмен, та Ізраель Хоутон і Міка Мессі |
| Найкращий госпел альбом                                       | Gravity                                                                           | Lecrae |
| Найкращий альбом сучасної християнської музики                | Eye on It                                                                         | TobyMac |
| Найкращий латинський поп альбом                               | MTV Unplugged: Deluxe Edition                                                     | Хуанес |
| Найкращий латинський рок/альтернативний альбом                | Imaginaries                                                                       | Quetzal |
| Найкращий мексиканський альбом                                | Pecados y Milagros                                                                | Ліла Даунс |
| Найкращий альбом тропічного латино                            | Retro                                                                             | Marlow Rosado Y La Riqueña |
| Найкращий альбом американа                                    | Slipstream                                                                        | Бонні Рейтт |
| Найкращий блюграс альбом                                      | Nobody Knows You                                                                  | Steep Canyon Rangers |
| Найкращий блюзовий альбом                                     | Locked Down                                                                       | Доктор Джон |
| Найкращий фолк-альбом                                         | The Goat Rodeo Sessions                                                           | Йо-Йо Ма, Стюарт Дункан, Едгар Маєр, Кріс Тайл |
| Найкращий альбом регіональної кореневої музики                | The Band Courtbouillon                                                            | Вейн Тоупс, Стів Райлі та Вілсон Савой |
| Найкращий регі альбом                                         | Rebirth                                                                           | Джиммі Кліфф |
| Найкращий світовий музичний альбом                            | The Living Room Sessions Part 1                                                   | Раві Шанкар |
| Найкращий альбом для дітей                                    | Can You Canoe?                                                                    | The Okee Dokee Brothers |
| Найкращий мовний альбом                                       | Society's Child: My Autobiography                                                 | Дженіс Ієн |
| Найкращий комедійний альбом                                   | Blow Your Pants Off                                                               | Джиммі Феллон |
| Найкращий музичний театральний альбом                         | Once: A New Musical                                                               | Оригінальний бродвейський акторський запис |
| Найкраща збірка саундтреків до візуального подання            | Опівночі в Парижі                                                                 | Різні артисти |
| Найкращий саундтрек для візуального подання                   | Дівчина з тату дракона                                                            | композитори Трент Резнор й Аттікус Росс |
| Найкраща пісня, написана візуального подання                  | Safe & Sound                                                                      | Тейлор Свіфт & The Civil Wars |
| Найкраща інструментальна композиція                           | Mozart Goes Dancing                                                               | Чик Коріа & Гері Бертон |
| Найкраще інструментальне аранжування                          | How About You                                                                     | Проект Гіла Еванса |
| Найкраще інструментальне аранжування акомпанемент вокалісту   | City Of Roses                                                                     | Тара Меморі & Есперанса Сполдінг |
| Найкраща упаковка запису                                      | Biophilia                                                                         | артдиректори Майкл Амзалаг і Матіас Августиняк; Б'єрк |
| Найкраща упаковка коробкової або спеціальної обмеженої версії | Woody at 100: The Woody Guthrie Centennial Collection                             | артдиректор Фріц Клаетке; Вуді Гатрі |
| Найкраще оформлення альбому                                   | Singular Genius: The Complete ABC Singles                                         | автор записів до альбому Біллі Вера; Рей Чарльз |
| Найкращий історичний альбом                                   | The Smile Sessions (Deluxe Box Set)                                               | продюсери збірки Алан Бойд, Марк Лінетт, Браян Вілсон і Денніс Вулф; майстер-інженер Марк Лінетт; The Beach Boys                                                                        |
| Найкращий дизайн альбому, не класичного                       | The Goat Rodeo Sessions                                                           | інженер Річард Кінг; Йо-Йо Ма, Стюарт Дункан, Едгар Маєр, Кріс Тайл |
| Продюсер року, не класичний                                   | Ден Ауербах                                                                       | за альбоми El Camino (The Black Keys), Locked Down (Dr. John), Savage (Hacienda), Shakedown (Hacienda)                                                                                  |
| Найкращий реміксований запис, не класичний                    | Promises                                                                          | Skrillex & Nero Remix |
| Найкращий альбом з об'ємним звучанням                         | Modern Cool                                                                       | інженер об’ємного звуку Джим Андерсон; інженер з об’ємного мастерингу Дарсі Пропер; продюсер об’ємного звучання Майкл Фрідман (Патриція Барбер)                                         |
| Найкращий дизайн альбому, класичного                          | Life & Breath - Choral Works By René Clausen                                      | інженери Том Колфілд і Джон Ньютон; майстер-інженер Марк Донахью; Charles Bruffy & Kansas City Chorale                                                                                  |
| Продюсер року, класичний                                      | Блентон Альспо                                                                    | за альбоми Chamber Symphonies; Davis: Río De Sangre; Gjeilo: Northern Lights; In Paradisum; Life & Breath - Choral Works By René Clausen; Music for a Time of War; Musto: The Inspector |
| Найкраще оркестрове виконання                                 | Adams: Harmonielehre & Short Ride In A Fast Machine                               | диригент Майкл Тілсон Томас; Симфонічний оркестр Сан-Франциско |
| Найкращий оперний запис                                       | Wagner: Der Ring Des Nibelungen                                                   | диригенти Джеймс Лівайн і Фабіо Луїзі; Ганс-Пітер Кеніг, Джей Хантер Морріс, Брін Терфель і Дебора Фойгт; продюсер Джей Девід Сакс; Оркестр Метрополітен Опера; Хор Метрополітен Опера  |
| Найкраще хорове виконання                                     | Life & Breath – Choral Works By René Clausen                                      | диригент Чарльз Бруффі; Метью Гладден, Ліндсі Ленг, Ребекка Ллойд, Сара Теннегілл і Памела Вільямсон; хор Канзас-Сіті                                                                   |
| Найкраще виконання камерної музики                            | Meanwhile                                                                         | Eighth Blackbird |
| Найкраще класичне інструментальне соло                        | Kurtág & Ligeti: Music For Viola                                                  | Кім Кашкашян |
| Найкраще класичне вокальне соло                               | Poèmes                                                                            | Рене Флемінг; Алан Ґілберт і Сейдзі Одзава; Національний оркестр Франції та Філармонічний оркестр Радіо Франції                                                                         |
| Найкращий класичний компендіум                                | Penderecki: Fonogrammi; Horn Concerto; Partita; The Awakening Of Jacob; Anaklasis | диригент Антоні Віт; продюсери Александра Нагорко та Анджей Сасін |
| Найкраща сучасна класична композиція                          | Meanwhile - Incidental Music To Imaginary Puppet Plays                            | композитор Стівен Хартке; Eighth Blackbird |
| Найкраще коротке музичне відео                                | We Found Love                                                                     | Ріанна & Калвін Гарріс; відеорежисер Меліна Мацукас; відеопродюсери Джульєтт Ларте та Бен Салліван                                                                                      |
| Найкраще довге музичне відео                                  | Big Easy Express                                                                  | Mumford & Sons, Edward Sharpe, Magnetic Zeros & Old Crow Medicine Show; відеорежисер Еммет Маллой; відеопродюсери Браян Лінг, Майк Луба та Тім Лінч                                     |